# Laphystia lehri
Laphystia lehri là một loài ruồi trong họ Asilidae. Laphystia lehri được Abbassian-Lintzen miêu tả năm 1964. Loài này phân bố ở vùng Cổ Bắc giới và châu Á.